# Предивинский сельсовет
Преди́винский сельсове́т — сельское поселение в Большемуртинском районе Красноярского края.
Административный центр — посёлок Предивинск.

## История
До 2013 года городское поселение посёлок Предивинск.
С 5 декабря 2013 года Предивинский сельсовет.

## Население
| 2010  | 2011  | 2012  | 2013  | 2014  | 2015  | 2016  |
| ----- | ----- | ----- | ----- | ----- | ----- | ----- |
| 1787  | ↘1766 | ↘1680 | ↘1665 | ↘1649 | ↘1627 | ↘1584 |
| 2017  |       |       |       |       |       |       |
| ↘1552 |       |       |       |       |       |       |

## Состав городского поселения
В состав городского поселения входят 4 населённых пункта:
| № | Населённый пункт  | Тип населённого пункта      | Население |
| - | ----------------- | --------------------------- | --------- |
| 1 | Козьмо-Демьяновка | село                        | 70        |
| 2 | Покровка          | деревня                     | 25        |
| 3 | Предивинск        | пгт, административный центр | ↘1521     |
| 4 | Троицкое          | деревня                     | 61        |

## Местное самоуправление
Предивинский поселковый Совет депутатов
Дата избрания14.03.2010. Срок полномочий: 5 лет. Количество депутатов: 10
Глава муниципального образования
- Горячкин Сергей Анатольевич. Дата избрания: 14.03.2010. Срок полномочий: 5 лет